# پیروزی ایمان
پیروزی ایمان (انگلیسی: The Victory of Faith, Victory of Faith, یا Victory of the Faith) یک فیلم در ژانر مستند و پروپاگاندا به کارگردانی لنی ریفنشتال است که در سال ۱۹۳۳ منتشر شد.

## بازیگران
- آدولف هیتلر
- رودلف هس
- هرمان گورینگ
- یولیوس اشترایشر
- یوزف گوبلس
- ارنست روم
- هاینریش هیملر
- روبرت لای
- آلبرت اشپر
- فرانتس ریتر فن اپ
- فرانتس فون پاپن
- بالدور فون شیراخ